# 神のみぞ知る
「神のみぞ知る」（かみのみぞしる、God Only Knows）は、ザ・ビーチ・ボーイズが1966年に発表した楽曲。
ローリング・ストーンの選ぶオールタイム・グレイテスト・ソング500（2021年版）では11位にランクされている。

## 概要
トニー・アッシャーが作詞し、ブライアン・ウィルソンが作曲した。リード・ヴォーカルはカール・ウィルソン。1966年のアルバム『ペット・サウンズ』に収録。シングル「素敵じゃないか」のB面に収録され、全米39位まで上昇した。
ポール・マッカートニーが「今まで聴いた中で最高の曲」と最大級の賛辞を寄せたことで知られる。この曲に触発されて、ビートルズの「ヒア・ゼア・アンド・エヴリホエア」を書き上げたとされる。
1997年に発表された『ペット・サウンズ・セッションズ』では、ブライアンがリード・ボーカルの「神のみぞ知る」も収録されている。
2006年から2011年まで放送されたアメリカ合衆国のテレビドラマ『ビッグ・ラブ』のオープニング・テーマ曲となった。

## カバー・バージョン
- クロディーヌ・ロンジェ - 1972年のアルバム『Let's Spend the Night Together』に収録[8]。
- オリビア・ニュートン＝ジョン - 1974年のアルバム『Long Live Love』に収録。
- キャプテン&テニール - 1975年のアルバム『Love Will Keep Us Together』に収録。
- グレン・キャンベル - 1977年のアルバム『Southern Nights』に収録。
- デヴィッド・ボウイ - 1984年のアルバム『トゥナイト』に収録。
- 山下達郎 - 1989年のアルバム『JOY』に収録。
- エルヴィス・コステロ - 1993年のアルバム『ジュリエット・レターズ』の2006年再発盤のボーナス・ディスクに収録。
- ブライアン・アダムス - 2014年のアルバム『Tracks of My Years』に収録。
- ジミー・ウェッブ - 2019年のアルバム『Slipcover』に収録。